# Ö3 Austria Top 40
Az Ö3 Austria Top 40 a hivatalos ausztriai slágerlista. Ugyanez a neve a heti rendszerességű rádióműsornak, amely a Hitradio Ö3 adón minden pénteken közzéteszi a kislemezek, csengőhangok és zenei letöltések slágerlistáját. A műsor 1968 novemberében debütált Disc Parade címmel, Ernst Grissemann vezetésével. Az Ö3 jelenleg  négy kategóriában készít listát:
- Ö3 Austria Top 40 kislemezlista – valójában Top 75
- Ö3 Austria Top 40 albumlista – valójában Top 75
- Ö3 Austria Top 20 válogatás – a különböző előadók dalait tartalmazó albumok is ide kerülnek
- Ö3 Austria Top 10 DVD

## Jelenlegi műsorvezetők
- Udo Huber
- Martina Kaiser
- Matthias Euler-Rolle
- Gustav Götz

## Külső hivatkozások
- Hivatalos ausztriai kislemezlista
- Ö3 Austria Top 75
- Archívum